# Gimnàstica als Jocs Olímpics d'estiu de 1960
Als Jocs Olímpics d'Estiu de 1960 celebrats a la ciutat de Roma (Itàlia) es disputaren 14 proves de gimnàstica, vuit en categoria masculina i sis en categoria femenina. La competició es disputà entre els dies 5 i 10 de setembre de 1960 a la palestra de les Termes de Caracal·la.
Participaren 254 gimnastes, 130 homes i 124 dones, de 20 comitès nacionals diferents.

## Resum de medalles

### Categoria masculina
| Prova                              | Or                                                                                                  | Argent | Bronze |
| Concurs complet individual Detalls | Boris Shakhlin                                                                                      | Takashi Ono | Yuri Titov |
| Concurs complet per equips Detalls | JapóMasao Takemoto · Takashi Ono · Nobuyuki Aihara · Yukio Endo · Shuji Tsurumi · Takashi Mitsukuri | Unió SovièticaBoris Shakhlin · Yuri Titov · Albert Azaryan · Vladimir Portnoi · Valery Kerdemilidi · Nikolai Miligulo | ItàliaGiovanni Carminucci · Pasquale Carminucci · Gianfranco Marzola · Franco Menichelli · Orlando Polmonari · Angelo Vicardi |
| Exercici de terra Detalls          | Nobuyuki Aihara                                                                                     | Yuri Titov | Franco Menichelli |
| Barra fixa Detalls                 | Takashi Ono                                                                                         | Masao Takemoto | Boris Shakhlin |
| Barres paral·leles Detalls         | Boris Shakhlin                                                                                      | Giovanni Carminucci                                                                                                   | Takashi Ono |
| Cavall amb arcs Detalls            | Eugen Ekman                                                                                         | No es concedí | Shuji Tsurumi |
| Cavall amb arcs Detalls            | Boris Shakhlin                                                                                      | No es concedí | Shuji Tsurumi |
| Anelles Detalls                    | Albert Azarian                                                                                      | Boris Shakhlin | Takashi Ono |
| Anelles Detalls                    | Albert Azarian                                                                                      | Boris Shakhlin | Velik Kapsasov |
| Salt sobre cavall Detalls          | Boris Shakhlin                                                                                      | No es concedí | Vladimir Portnoi |
| Salt sobre cavall Detalls          | Takashi Ono                                                                                         | No es concedí | Vladimir Portnoi |

### Categoria femenina
| Prova                              | Or | Argent | Bronze                                                                                                  |
| Concurs complet individual Detalls | Larissa Latínina | Sofia Muràtova | Polina Astàkhova                                                                                        |
| Concurs complet per equips Detalls | Unió SovièticaPolina Astàkhova · Lidia Ivanova · Larissa Latínina · Tamara Lyukhina · Sofia Muràtova · Margarita Nikolaeva | TxecoslovàquiaEva Bosáková · Věra Čáslavská · Matylda Matoušková · Hana Růžičková · Ludmila Švédová · Adolfina Tačová | RomaniaAtanasia Ionescu · Sonia Iovan · Elena Leuşteanu · Emilia Lita · Elena Niculescu · Uta Poreceanu |
| Exercici de terra Detalls          | Larissa Latínina | Polina Astàkhova | Tamara Lyukhina                                                                                         |
| Barra d'equilibris Detalls         | Eva Bosáková | Larissa Latínina | Sofia Muràtova                                                                                          |
| Barres asimètriques Detalls        | Polina Astàkhova | Larissa Latínina | Tamara Lyukhina                                                                                         |
| Salt sobre cavall Detalls          | Margarita Nikolaeva | Sofia Muràtova | Larissa Latínina                                                                                        |

## Medaller
| Posició | País           | Or | Argent | Bronze | Total |
| 1       | Unió Soviètica | 10 | 8      | 8      | 26    |
| 2       | Japó           | 4  | 2      | 3      | 9     |
| 3       | Txecoslovàquia | 1  | 1      | 0      | 2     |
| 4       | Finlàndia      | 1  | 0      | 0      | 1     |
| 5       | Itàlia         | 0  | 1      | 2      | 3     |
| 6       | Bulgària       | 0  | 0      | 1      | 1     |
| 6       | Romania        | 0  | 0      | 1      | 1     |